# Rezerwat przyrody Kacze Błota
Kacze Błota – torfowiskowy rezerwat przyrody znajdujący się na terenie gminy Dzwola, w powiecie janowskim, w województwie lubelskim. Leży w obrębie Parku Krajobrazowego Lasy Janowskie, na północ od wsi Bukowa.

## Charakterystyka
Rezerwat położony jest w pobliżu przejścia Roztocza w Kotlinę Sandomierską. Teren opada tutaj z wysokości około 270 m n.p.m. do około 220 m n.p.m.
- powierzchnia (według aktu powołującego) – 168,67 ha[1]
- powierzchnia (dane nadesłane z nadleśnictwa) – 167,89 ha[4]
- rok utworzenia – 1988
- dokument powołujący – Zarządzenie Ministra Ochrony Środowiska i Zasobów Naturalnych z dnia 18 stycznia 1988 roku w sprawie uznania za rezerwat przyrody (MP nr 5, poz. 48).
- cel ochrony – zachowanie charakterystycznych elementów dawnej Puszczy Solskiej[1].

## Geologia
Centralną, zabagnioną strefę rezerwatu zajmują gleby torfowe, przy czym w miejscach najniższych są one wytworzone z torfów torfowisk przejściowych (rozkład 10-20%, struktura kłaczkowata, barwa słomkowożółta). Wykształciły się na nich zespoły roślinne z klasy Scheuchzerio-Caricetea fuscae. W miejscach, gdzie podtopienia nie są tak intensywne powstały gleby wytworzone z torfów torfowisk wysokich (rozkład w 20-30%, struktura kłaczkowata, barwa brunatna/jasnobrunatna). Gleby te są zajęte przez zespoły roślinne torfowisk wysokich: Ledo-Sphagnetum i Eriophoro-Sphagnetum. Piaszczyste wzniesienia wokół torfowisk zajmują gleby bielicowe powstałe na bazie piasków luźnych. Ogólnie cały teren rezerwatu jest dobrze nawilgocony, mimo przeprowadzanych prac melioracyjnych, owocujących zanikaniem oczek wodnych i niewielkich bagnisk, zajętych przez karłowate sosny.

## Klimat
Teren rezerwatu należy do Biłgorajsko-Janowskiej Dziedziny Klimatycznej. Średnia roczna temperatura wynosi tutaj 8,6°C (w okresie wegetacyjnym jest to 14,6°C). Poziom opadów atmosferycznych to: wiosną 110 mm, latem 210 mm, jesienią 120 mm, a zimą 90 mm. W okresie wegetacyjnym (217 dni) suma opadów osiąga 380 mm (w ciągu roku 540 mm).

## Przyroda
Rezerwat został utworzony dla ochrony torfowiska wysokiego, boru bagiennego, fragmentów torfowisk przejściowych oraz otaczających je wydm. W wyniku prowadzonych w okolicy prac melioracyjnych główny przedmiot ochrony rezerwatu uległ znacznej degradacji.
Podczas badań z lat 1987-1989 stwierdzono na tym terenie występowanie roślin chronionych. Były to: widłak jałowcowaty, goryczka wąskolistna, rosiczka pośrednia, rosiczka okrągłolistna, kukułka krwista, bagno zwyczajne, kocanki piaskowe, konwalia majowa, kruszyna pospolita i płucnica islandzka. Z roślin rzadkich dla Lubelszczyzny były to: wąkrota zwyczajna, modrzewnica pospolita, trzcinnik prosty, turzyca bagienna, przygiełka biała i bagnica torfowa.